# Коростень-Житомирський
Кóростень-Житóмирський — проміжна залізнична станція Коростенської дирекції Південно-Західної залізниці лінії Коростень — Житомир між станціями Коростень та Ушомир.
Розташована на півдні міста Коростень.

## Історія
Станція виникла 1915 року на новопрокладеній залізниці Житомир — Коростень. Станом на 17 грудня 1926 року селище залізничної станції значилося в підпорядкуванні Іскоростської сільської ради Ушомирського району.
14 січня 2021 року завершено електрифікацію колій станції та перегону Коростень-Житомирський — Пост-Південний. У ході електрифікації на дільниці було встановлено 61 опору для контактної мережі вздовж приймально-відправних колій, жорсткі поперечки, анкери тощо. А до початку робіт з електрифікації, що почались у 2020 році, залізничники регіональної філії провели реконструкцію непарної горловини, заміну стрілочних переводів тощо..

## Пасажирське сполучення
На станції зупиняються приміські поїзди у напрямку станцій Коростень та Житомир.